# Tribe Society
Tribe Society es una banda de rock industrial formada en Nueva York a principios de 2015. Está compuesto por los exmiembros de Gentlemen Hall. Lanzaron su primer sencillo llamado Kings en 3 de marzo de 2015. Lanzaron su primer EP llamado Lucid Dreams en 22 de junio de 2015.

## Historia

### Formación  yLucid Dreams(2015)
El 8 de abril de 2015, la banda anunció a través de Twitter que decidieron separarse. Se invitó a los aficionados a seguir sus miembros principales como la banda de "Tribe Society" anunciando la separación de Gentlemen Hall. 
La banda publicó su primer sencillo llamado Kings en 3 de marzo de 2015.
En 22 de junio de 2015, la banda publicó su EP titulado Lucid Dreams contando cinco canciones y el 15 de abril de 2016, relanzaron su primer EP agregando una canción llamado "Outta My System".

## Estilo e influencias
LA banda hizo comparaciones con artistas como Imagine Dragons, X Ambassadors, AWOLNATION, e incluso Peter Gabriel, el último de los cuales se invoca el romance de ensueño del grupo "Pain Told Love".

## Miembros
- Gavin McDevitt - Voz
- Rory Given - guitarra y bajo
- Bradford Alderman - teclado
- Phil Boucher - batería
- Seth Hachen - flautista

## Discografía

### EP
| Lucid Dreams - Lanzamiento: 22 de junio de 2015 - Discográfica: Island Records - Formatos: Descarga digital | - |

### Sencillos
| Título  | Año  | Mejor posición    | Mejor posición | Álbum        |
| Título  | Año  | Billboard Hot 100 | Billboard      | Álbum        |
| ------- | ---- | ----------------- | -------------- | ------------ |
| "Kings" | 2015 | -                 | -              | Lucid Dreams |

### Videos musicales
| Título                     | Año  | Director(s) |
| -------------------------- | ---- | ----------- |
| "Kings (Animated Version)" | 2015 |             |

- Datos: Q24038544